# Droit des cultes
Le droit des cultes est la branche du droit qui étudie le régime juridique applicable aux religions.

## Le droit des cultes en France
En France, les actuelles associations cultuelles ou diocésaines (pour le culte catholique) étant les héritières des établissements publics du culte, le droit des cultes est considéré comme relevant du droit administratif et, à ce titre, est une partie du droit public. De plus, par son contrôle juridictionnel, le Conseil d'État, au sommet de l'ordre administratif, est l'interprète ordinaire du régime des cultes.
Si le régime général du droit des cultes est sous l'empire de la loi du 9 décembre 1905, le droit des cultes français comprend des régimes spéciaux dans les endroits où la loi de 1905 ne s'applique pas. Il s'agit de l'Alsace-Moselle et d'une partie des Outre-mer français.

## Le droit des cultes aux États-Unis
Aux États-Unis, le droit des cultes est fondé sur la clause dite de Non-establishment. Cette clause interdit à l'État fédéral d'établir - au sens de reconnaître - un culte en particulier.